# John F. Jungclaussen
John Frederik Jungclaussen (* 1970) ist ein deutscher Journalist und Historiker, der in Großbritannien arbeitet.
Jungclaussen schreibt und hält Vorträge über die Geschichte Europas seit der Aufklärung, über deutsch-britische Beziehungen und das aktuelle Geschehen in Europa. Jungclaussen glaubt nicht, dass die britische Wirtschaft aufgrund des Brexit jemals besser dastehen wird. Ebenso skeptisch ist er allerdings auch gegenüber dem langfristigen Erfolg des europäischen Projekts.
Nach dem Studium der Volkswirtschaftslehre und Geschichte an der University of London wurde er bei Niall Ferguson in Oxford promoviert.
Derzeit arbeitet Jungclaussen als Wirtschaftskorrespondent für Die Zeit in London. Außerdem schreibt er für Cicero und britische Zeitungen und tritt als politischer Kommentator in Radio- und Fernsehsendungen der BBC auf.
Für das von ihm mitherausgegebene Buch Schöpfer und Zerstörer erhielt er 2004 den Herbert-Quandt-Medien-Preis.

## Veröffentlichungen
- The Nazis and Hamburg’s merchant elite. A history of decline, 1933-1945. University of Oxford, 2002
- mit Uwe Jean Heuser (Hrsg.): Schöpfer und Zerstörer. Große Unternehmer und ihre Momente der Entscheidung. Rowohlt-Taschenbuch-Verlag, Reinbek, 2004, ISBN 3-499-61650-5
- Risse in weißen Fassaden. Der Verfall des hanseatischen Bürgeradels. Siedler, München 2006, ISBN 978-3-88680-822-9